# 上杉持定
上杉 持定（うえすぎ もちさだ）は、室町時代前期の武士。扇谷上杉家当主。

## 略歴
応永9年（1402年）、上杉氏定の子として誕生。
応永23年（1416年）、父・氏定が上杉禅秀の乱の緒戦において4代鎌倉公方・足利持氏方として出陣した際、氏定の子が共に出陣したとあるが、持定と思われる。この戦いにおいて父は敗北、負傷し自害したため、跡を継いだ。
持定は鎌倉から一時撤退した足利持氏と共に今川氏を頼ったと思われるが、持定は禅秀の乱終結後、僅か3年後の応永26年（1419年）に亡くなった。
扇谷上杉家の家督は弟・持朝が継承したが当時持朝は幼かったため、従兄弟で小山田上杉家の上杉定頼が陣代となり当主を代行した。